# Caps blaus
Els caps blaus (Centaurea jacea) és una espècie de planta amb flors del gènere --- dins la família de les asteràcies (Asteraceae). És una planta nativa d'Europa, l'oest de Sibèria, el Caucas, Turquia, Algèria i el Marroc.
Addicionalment pot rebre els noms de centàurea, centàurea jàcea, herba de la diabetis, herba per a fer venir llet i herba per al sucre. També s'han recollit les variants lingüístiques centaura, centaurea i sepillo.
Creix a les prades seques i boscos oberts. És una planta herbàcia perenne que assoleix els 10-80 cm d'altura, i produeix les seves flors de color porpra, principalment de juny a setembre.

## Farmacologia

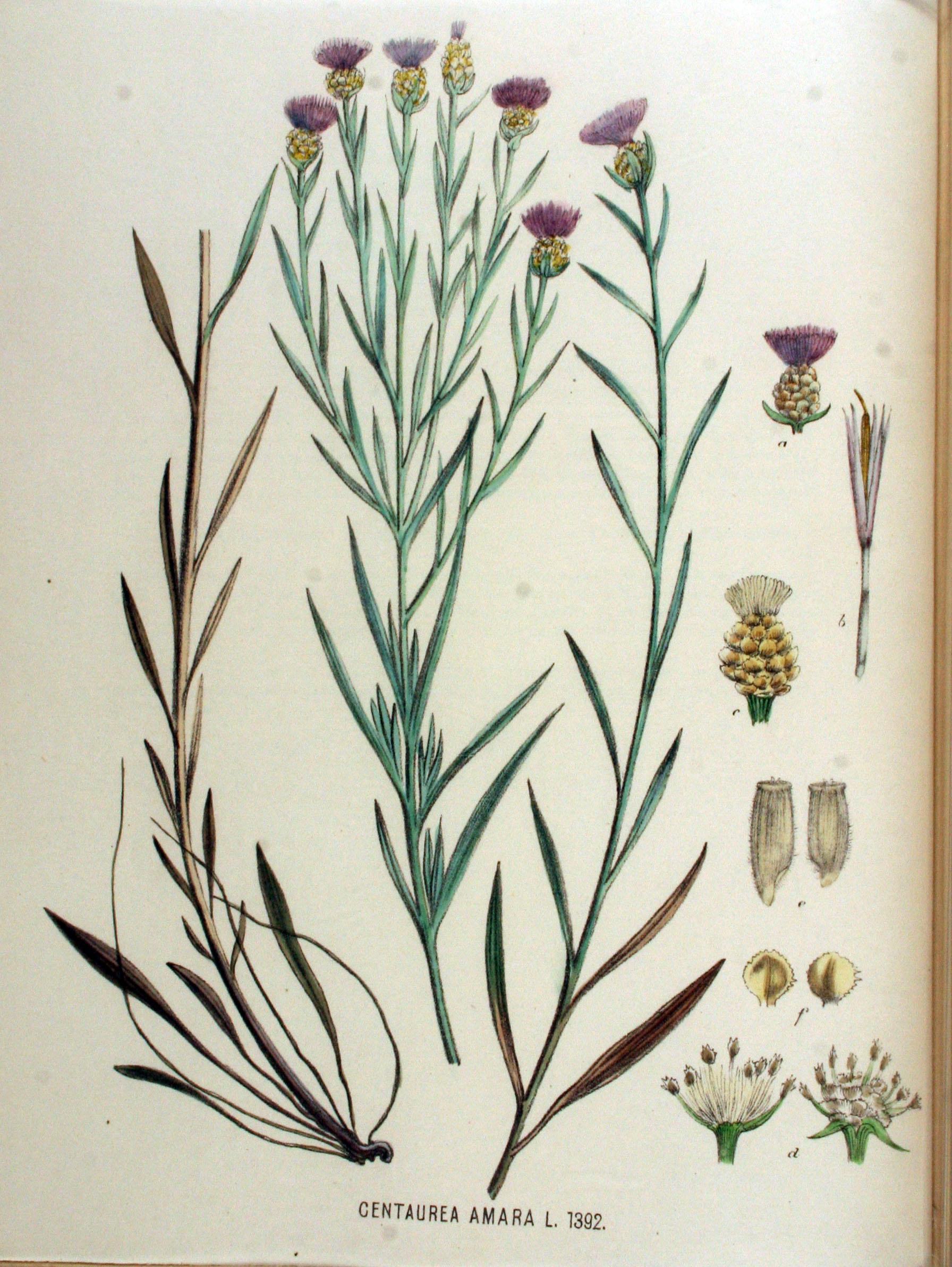
Il·lustració

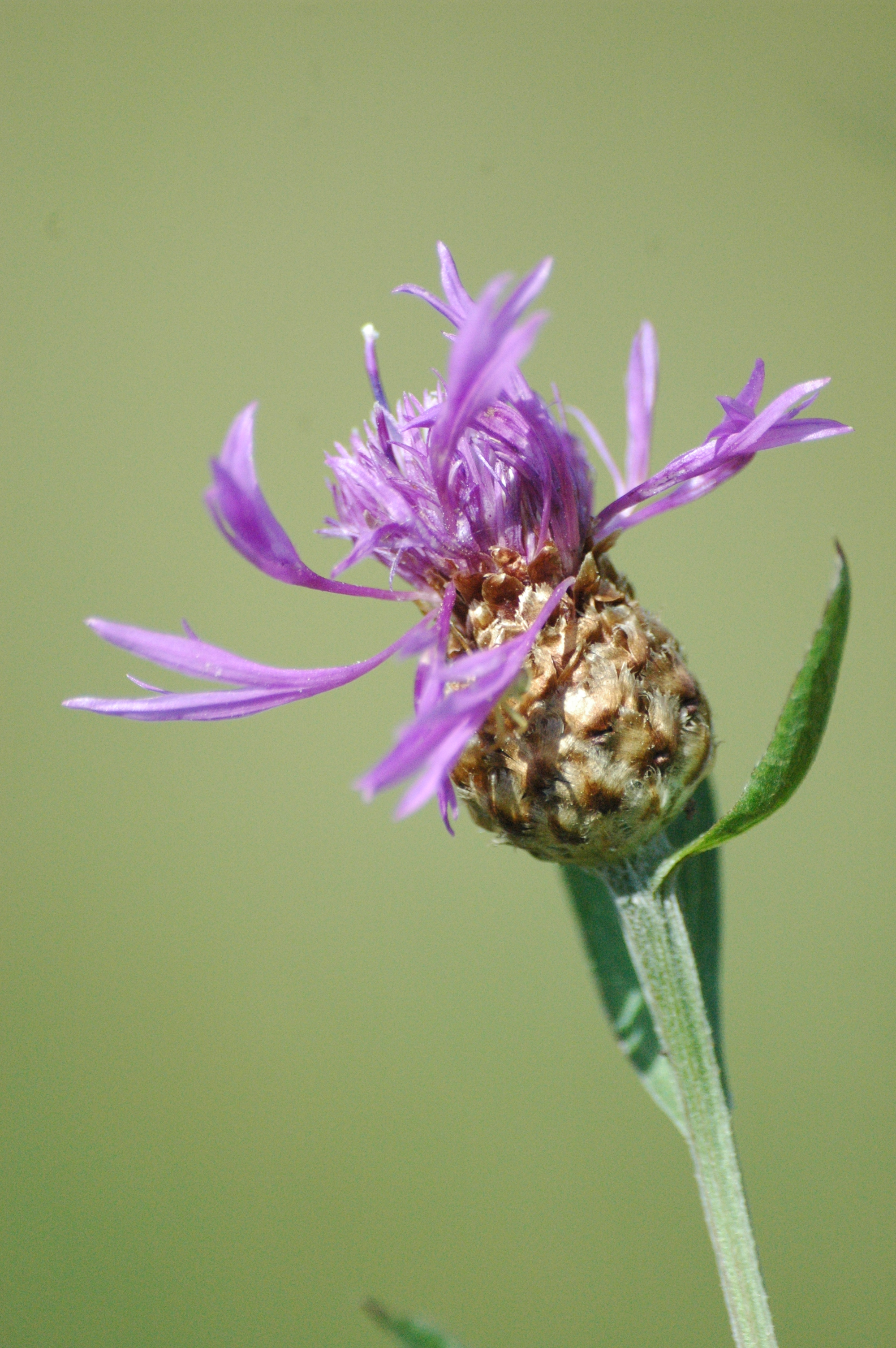
Detall de la flor

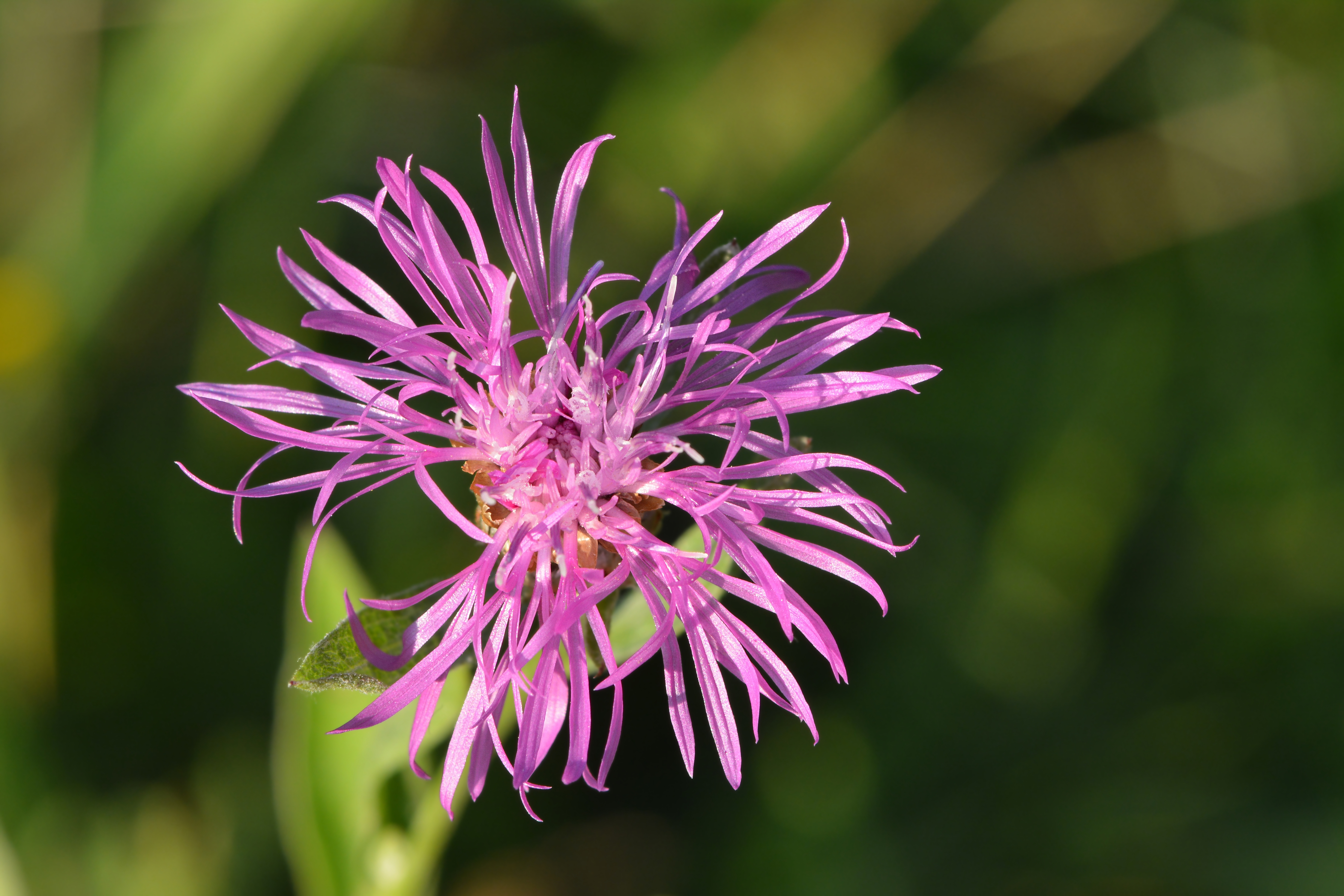
Detall de la flor

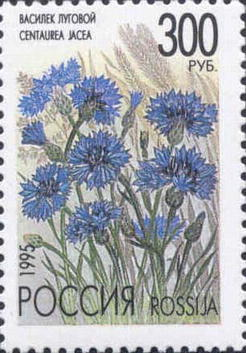
En segell postal de la URSS

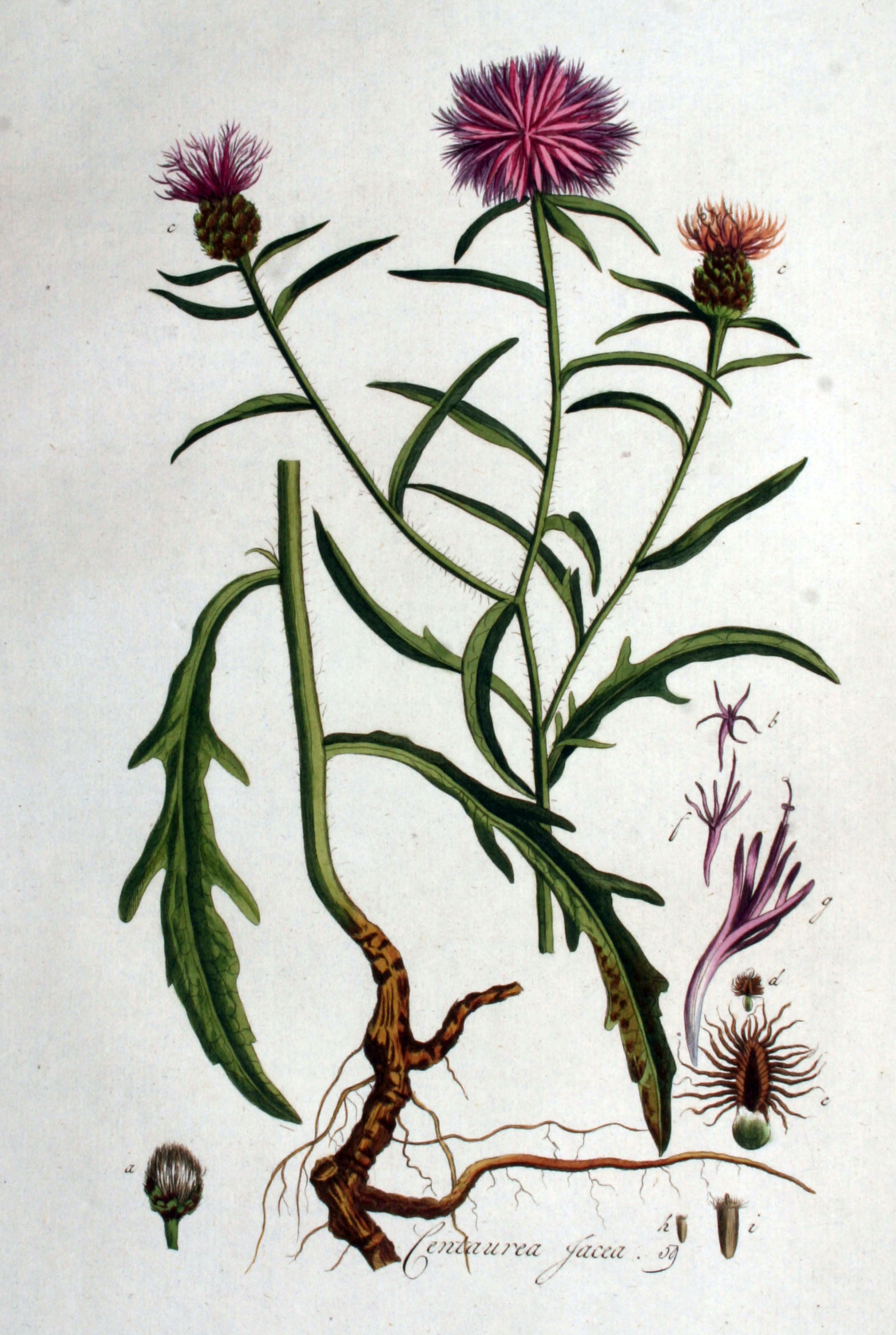
Il·lustració

Principis actius: conté centaurina, colorant, potassi, magnesi, tanins, mucílags.
Indicacions: s'usa com a tònic amarg, estomacal, diürètic, antipirètic, cicatritzant. S'usa com a digestiu i per a disminuir la cremor produïda per les febres infantils. La centaurina és un tònic eficaç en digestions difícils. L'aigua destil·lada s'usa com a col·liri en conjuntivitis. S'usa l'arrel. Es recol·lecta a la fi d'estiu.

## Taxonomia
Centaurea jacea va ser descrita per Carl von Linné i publicat a Species Plantarum 2: 914. 1753.
El nom genèric Centaurea procedeix del grec kentauros, homes-cavalls que coneixien les propietats de les plantes medicinals. L'epítet llatí jacea significa "caigut, prostrat o allitat".
Sinònims
- Setachna amara (L.) Dulac [1867]
- Centaurea jacea subsp. jungens Gugler [1904]
- Centaurea commutata (W.D.J.Koch) Stankov
- Centaurea amara L. [1763]
- Setachna fimbriata Dulac [1867]
- Rhaponticum jacea (L.) Scop. [1772]
- Jacea supina Lam. [1779]
- Jacea pratensis Lam. [1779]
- Jacea decumbens Delarbre [1800]
- Jacea communis Delarbre [1800]
- Cyanus jacea (L.) P.Gaertn., B.Mey. & Scherb. [1801]
- Centaurea pratensis Salisb.[6]
- Centaurea amara proles amara
- Centaurea variabilis H.Lév.[7]
- Behen jacea Hill
- Calcitrapa jacea (L.) Peterm.
- Calcitrapa pratensis (Salisb.) Peterm.
- Centaurea consimilis
- Centaurea croatica (Hayek) Soest
- Centaurea decumbens Dubois ExPers.
- Centaurea hastata Gugler
- Centaurea humifusa Gueldenst. exLedeb.
- Centaurea jungens Gugler
- Centaurea lacera Simonk.
- Centaurea lusitanica (Hayek) Soest
- Centaurea majuscula (Rouy) Soest
- Centaurea mediana Gugler
- Centaurea mollis Schleich.
- Centaurea nemophila Jord. exNyman
- Centaurea nigrescens Gren. & Godr.
- Centaurea platylepis Peterm.
- Centaurea scopulicola (Rouy) v.Soest
- Centaurea syrmiensis Gugler
- Centaurea viretorum Jord. exNyman
- Cyanus collinus
- Cyanus jacea
- Jacea tomentosa Gilib.[8]

subsp. dracunculifolia (Dufour) A.Bolòs
- Centaurea dracunculifolia Dufour
- Jacea thrinciifolia (Dufour) Holub

subsp. forojuliensis (Poldini) Greuter
- Centaurea forojuliensis Poldini

subsp. julica (Hayek) Greuter
- Centaurea haynaldii subsp. julica (Hayek) I.Mayer
- Centaurea haynaldii var. julica Hayek
- Centaurea julica (Hayek) Soest

subsp. substituta (Czerep.) Mikheev
- Centaurea substituta Czerep.
- Jacea substituta (Czerep.) Soják
- Centaurea pannonica subsp. substituta Dostál

subsp. timbalii (Martrin-Donos) Braun-Blanq. & al.
- Centaurea amara subsp. timbalii (Martrin-Donos) Braun-Blanq. & al.
- Centaurea approximata (Rouy) Rouy
- Centaurea timbalii Martrin-Donos
- Centaurea vinyalsii subsp. approximata (Rouy) Dostál

subsp. vinyalsii (Sennen) O.Bolòs & al.
- Centaurea amara subsp. angustifolia Gremli
- Centaurea amara var. mairei Arènes
- Centaurea vinyalsii Sennen

subsp. weldeniana (Rchb.) Greuter
- Centaurea amara subsp. weldeniana (Rchb.) Kušan
- Centaurea weldeniana Rchb.
- Centaurea weldeniana var. balcanica Hayek
- Jacea weldeniana (Rchb.) Holub[9]